# Будри
Будри (пол. Budry, нім. Buddern) — село в Польщі, у гміні Будри Венґожевського повіту Вармінсько-Мазурського воєводства.
Населення — 408 осіб (2011).

## Демографія
Демографічна структура станом на 31 березня 2011 року:
|          | Загалом | Допрацездатний вік | Працездатний вік | Постпрацездатний вік |
| -------- | ------- | ------------------ | ---------------- | -------------------- |
| Чоловіки | 194     | 32                 | 145              | 17                   |
| Жінки    | 214     | 45                 | 115              | 54                   |
| Разом    | 408     | 77                 | 260              | 71                   |